# 舊奧斯陸
舊奧斯陸（挪威語：Gamle Oslo）是挪威首都奧斯陸的一個區。區內有幾個標誌性建築和大型公園，包括愛德華·蒙克博物館、植物園和一個中世紀的公園。在奧斯陸被稱為克里斯蒂安尼亚（Christiania）的時候，舊奧斯陸曾被稱為奧斯陸。舊奧斯陸還包括了奧斯陸峽灣內的幾個島嶼。